# زندگی آمریکایی (ترانه)
«زندگی آمریکایی» (به انگلیسی: American Life) تک‌آهنگی از هنرمند اهل ایالات متحده آمریکا مدونا است که در ۸ آوریل ۲۰۰۳ منتشر شد. این تک‌آهنگ در آلبوم زندگی آمریکایی قرار داشت.